# Roy Wallace McDiarmid
Roy Wallace McDiarmid (Santa Monica (Californië), 18 februari 1940) is een Amerikaanse herpetoloog en plantkundige. McDiarmid heeft voor het grootste deel van zijn onderzoek carrière de bio-systematiek, de ethologie, de ecologie en de biogeografie bestudeerd van van amfibieën en reptielen in neotropisch gebied. Meer dan 150 wetenschappelijke artikelen en boeken zijn gepubliceerd onder zijn naam.

## Beschreven soorten
- Anolis neblininus
- Arthrosaura synaptolepis
- Bachia pyburni
- Centrolene azulae
- Centrolene hesperium
- Chiasmocleis supercilialbus
- Chimerella mariaelenae
- Cochranella euhystrix
- Mitophis asbolepis
- Mitophis calypso
- Mitophis leptipileptus
- Myersiohyla chamaeleo
- Myersiohyla neblinaria
- Nymphargus
- Nymphargus laurae
- Plectrohyla calthula
- Pristimantis muchimuk
- Rhaebo ecuadorensis
- Rhinella tacana
- Yunganastes fraudator
- Yunganastes mercedesae

## Werken
- Roy W McDiarmid, Jonathon A Campbell & T'Shaka A Toure - 1999 - Snake Species of the World: Volume 3 A Taxonomic and Geographic Reference - Herpetologists' League
- Ronald Altig, Roy W McDiarmid & Aaron M Bauer - 2015 - Handbook of Larval Amphibians of the United States and Canada - Comstock Publishing Associates ISBN 9780801439438